# Alle for to
Alle for to er efterfølgeren til filmen Alle for én fra 2011. Filmen er skrevet af Anders Thomas Jensen og Mick Øgendahl og er instrueret af Rasmus Heide. Både Øgendahl, Rasmus Bjerg og Jonathan Spang gentager deres roller fra Alle for én. Alle for to havde biografpremiere den 31. januar 2013.

## Produktion
Den 16. januar 2012 offentliggjorde Det Danske Filminstitut, at Mick Øgendahl og Anders Thomas Jensen var i gang med skrive manuskriptet til en forsættelse af Alle for én. Filmen er produceret af Fridthjof Film i samarbejde med Radiator Film og den distribueres af Nordisk Film. Alle for to blev støttet af Det Danske Filminstitut under Markedsordningen med 6,7 mio. kr,- i produktionsstøtte – heraf 1 mio. kr,- i regional støtte. Den Vestdanske Filmpulje støttede ligeledes filmen med 1 mio. kr fordi filmen delvis blev optaget i Aarhus. Optagelserne til filmen startede i marts 2012 og den er delvis blevet optaget i Aarhus og i København. Instruktør Rasmus Heide udtalte til Det Danske Filminstitut:
| Citat | Jeg føler mig privilegeret over at få lov til at arbejde med så dygtige skuespillere endnu en gang. Ambitionen er klart at lave en endnu sjovere og bedre film, og med det manuskript er jeg sikker på, at vi kan give folk en god aften i biografen. | Citat |
|       | |       |

## Handling
To år er gået, og det før så sammentømrede trekløver er splittet. Nikolai (Jonatan Spang) er på prøveløsladelse og ønsker at starte på en frisk og er af kommunen blevet indlogeret i et meget belastet område. Brødrene Ralf (Mick Øgendahl) og Timo (Rasmus Bjerg) planlægger et kup, der både involverer usaltet smør, en slankekur og sågar en helikopter. Da Ralf og Timos kup rent faktisk lykkedes, ønsker Nikolai at låne penge til en ny lejlighed. Brødrene har dog helt andre planer, og nyder nu at være sammen som "alle for to". Men da de alle tre bliver snydt af bankdirektøren William Lynge (Kim Bodnia), må de igen stå sammen. Det besværliggøres dog af, at brødrenes alkoholiserede far Arno (Kurt Ravn) er blevet en reality stjerne i De Fulde Fædre.

## Medvirkende
- Mick Øgendahl som Ralf
- Rasmus Bjerg som Timo
- Jonatan Spang som Nikolai
- Kim Bodnia som William Lynge
- Gordon Kennedy som Toke (politimand)
- Kurt Ravn som Arno (Ralf og Timos far)
- Laura Christensen som Fiona (Tokes kollega)
- Stine Stengade som Therese Lynge (Williams ekskone)
- Lise Koefoed som Nikolais kontaktperson i Brumbassen (Vuggestue)
- Martin Buch som John (Medarbejder i banken hos William Lynge)
- Ole Dupont som bankrådgiver

## Modtagelse
Alle for én (2011) fik hovedsageligt dårlige anmeldelser, men trods dette blev filmen en succes i landets biografer og endte med at sælge 368.110 billetter. Den 12. september 2012 fandt i alt 12 testvisninger af Alle for to sted i henholdsvis 12 forskellige biografer: Palads, Kinopalæet, BioCenter Kolding samt BioCenter Esbjerg, Herning, Hillerød, Næstved, Odense, Randers, Taastrup, Aalborg og Aarhus. Efter testvisningen skulle de omkring 2000 inviterede mennesker som havde set den, svare på et spørgeskema hvad de syntes om filmen. 99% af alle var positivt stemt omkring filmen, og ville anbefale den til andre.
Rasmus Bjerg blev nomineret som "Årets Komiker" til Zulu Comedy Galla 2013 for sine roller i Live fra Bremen og for sin rolle som Timo i Alle for to.

## Trilogi
Filmen er efterfølgeren til Alle for én fra 2011, og i februar 2017 havde Alle for tre premiere i de danske biografer